# IC 2541
IC 2541 ist eine Spiralgalaxie mit ausgedehnten Sternentstehungsgebieten vom Hubble-Typ Sbc im Sternbild Hydra südlich der Ekliptik. Sie ist schätzungsweise 214 Millionen Lichtjahre von der Milchstraße entfernt und hat einen Durchmesser von etwa 85.000 Lichtjahren.
Das Objekt wurde im Mai 1900 von DeLisle Stewart entdeckt.